# Clelea formosana
Clelea formosana es una especie de polilla de la familia Zygaenidae.
Fue descrita científicamente por Strand en 1915.